# William Jackson
William Jackson (n. 14 martie 1871, South Lanarkshire, Scoția, Regatul Unit al Marii Britanii și Irlandei – d. 26 ianuarie 1955, South Lanarkshire, Scoția, Regatul Unit) a fost un jucător de curl ce a reprezentat Regatul Unit al Marii Britanii și al Irlandei de Nord, medaliat olimpic. A participat la o ediție a Jocurilor Olimpice (1924) în care a câștigat o medalie de aur.

## Participări
Lista de mai jos prezintă principalele competiții la care a participat William Jackson de-a lungul carierei.
- Curling la Jocurile Olimpice de iarnă din 1924